# Fútbol femenino en los Juegos Asiáticos de 1998
El torneo de fútbol femenino en los Juegos Asiáticos de 1998 se celebró en Tailandia, del 7 al 17 de diciembre de 1998.

## Equipos participantes
En cursiva, los debutantes en fútbol femenino en los Juegos Asiáticos.
| Equipos participantes | Equipos participantes | Equipos participantes | Equipos participantes |
| --------------------- | --------------------- | --------------------- | --------------------- |
| China                 | Corea del Norte       | India                 | Tailandia             |
| China Taipéi          | Corea del Sur         | Japón                 | Vietnam               |

El sorteo arrojó los siguientes emparejamientos:
| Grupo A       | Grupo B         |
| ------------- | --------------- |
| China         | Tailandia       |
| Corea del Sur | Japón           |
| China Taipéi  | Corea del Norte |
| India         | Vietnam         |

## Resultados

### Primera fase

#### Grupo A
| Pos. | Equipo        | Pts. | PJ | G | E | P | GF | GC | Dif. |  |
| ---- | ------------- | ---- | -- | - | - | - | -- | -- | ---- |  |
| 1    | China         | 9    | 3  | 3 | 0 | 0 | 24 | 0  | +24  |  |
| 2    | China Taipéi  | 4    | 3  | 1 | 1 | 1 | 14 | 7  | +7   |  |
| 3    | Corea del Sur | 4    | 3  | 1 | 1 | 1 | 8  | 4  | +4   |  |
| 4    | India         | 0    | 3  | 0 | 0 | 3 | 1  | 36 | −35  |  |

 Fuente: RSSSF
| 7 de diciembre de 1998, 14:00 | India | 0:7     | Corea del Sur | Estadio Thammasat, Pathum Thani |  |
|                               |       | Reporte | N/D           |                                 |  |

| 7 de diciembre de 1998, 16:00 | China Taipéi | 0:5     | China | Estadio Thammasat, Pathum Thani |  |
|                               |              | Reporte | N/D   |                                 |  |

| 9 de diciembre de 1998, 14:00 | China | 3:0     | Corea del Sur | Estadio Thammasat, Pathum Thani |  |
|                               | N/D   | Reporte |               |                                 |  |

| 9 de diciembre de 1998, 16:00 | India | 1:13    | China Taipéi | Estadio Thammasat, Pathum Thani |  |
|                               | N/D   | Reporte | N/D          |                                 |  |

| 11 de diciembre de 1998, 14:00 | India | 0:16    | China | Estadio Thai-Japanese, Bangkok |  |
|                                |       | Reporte | N/D   |                                |  |

| 11 de diciembre de 1998, 16:00 | Corea del Sur | 1:1     | China Taipéi | Estadio Thai-Japanese, Bangkok |  |
|                                | N/D           | Reporte | N/D          |                                |  |

#### Grupo B
| Pos. | Equipo          | Pts. | PJ | G | E | P | GF | GC | Dif. |  |
| ---- | --------------- | ---- | -- | - | - | - | -- | -- | ---- |  |
| 1    | Corea del Norte | 9    | 3  | 3 | 0 | 0 | 25 | 2  | +23  |  |
| 2    | Japón           | 6    | 3  | 2 | 0 | 1 | 16 | 3  | +13  |  |
| 3    | Vietnam         | 1    | 3  | 0 | 1 | 2 | 1  | 16 | −15  |  |
| 4    | Tailandia       | 1    | 3  | 0 | 1 | 2 | 1  | 22 | −21  |  |

 Fuente: RSSSF
| 8 de diciembre de 1998, 14:00 | Vietnam | 0:7     | Corea del Norte | Estadio Thupatemi, Pathum Thani |  |
|                               |         | Reporte | N/D             |                                 |  |

| 8 de diciembre de 1998, 16:00 | Tailandia | 0:6     | Japón | Estadio Thupatemi, Pathum Thani |  |
|                               |           | Reporte | N/D   |                                 |  |

| 10 de diciembre de 1998, 14:00 | Corea del Norte | 3:2     | Japón | Estadio Thupatemi, Pathum Thani |  |
|                                | N/D             | Reporte | N/D   |                                 |  |

| 10 de diciembre de 1998, 16:00 | Tailandia | 1:1     | Vietnam | Estadio Thupatemi, Pathum Thani |  |
|                                | N/D       | Reporte | N/D     |                                 |  |

| 12 de diciembre de 1998, 14:00 | Vietnam | 0:8     | Japón | Estadio Thai-Japanese, Bangkok |  |
|                                |         | Reporte | N/D   |                                |  |

| 12 de diciembre de 1998, 16:00 | Corea del Norte | 15:0    | Tailandia | Estadio Thai-Japanese, Bangkok |  |
|                                | N/D             | Reporte |           |                                |  |

### Fase final

#### Cuadro de desarrollo
|  | Semifinales                    | Semifinales     |                                  |       | Partido por la medalla de oro | Partido por la medalla de oro |
|  |                                |                 |                                  |       |                               |                               |
|  | 15 de diciembre – Pathum Thani |                 |                                  |       |                               |                               |
|  |                                |                 |                                  |       |                               |                               |
|  | China                          | 3               |                                  |       |                               |                               |
|  | China                          | 3               | 17 de diciembre – Pathum Thani   |       |                               |                               |
|  | Japón                          | 0               |                                  |       |                               |                               |
|  | Japón                          | 0               | China (t.s.)                     | 1     |                               |                               |
|  | 15 de diciembre – Pathum Thani |                 | China (t.s.)                     | 1     |                               |                               |
|  |                                | Corea del Norte | 0                                |       |                               |                               |
|  | Corea del Norte (p)            | Corea del Norte | 0                                | 1 (6) |                               |                               |
|  | Corea del Norte (p)            |                 |                                  | 1 (6) |                               |                               |
|  | China Taipéi                   | 1 (5)           |                                  |       |                               |                               |
|  | China Taipéi                   | 1 (5)           | Partido por la medalla de bronce |       |                               |                               |
|  |                                |                 |                                  |       |                               |                               |
|  | 17 de diciembre – Pathum Thani |                 |                                  |       |                               |                               |
|  |                                |                 |                                  |       |                               |                               |
|  | Japón                          | 2               |                                  |       |                               |                               |
|  | Japón                          | 2               |                                  |       |                               |                               |
|  | China Taipéi                   | 1               |                                  |       |                               |                               |

#### Semifinales
| 15 de diciembre de 1998, 15:30 | Corea del Norte | 1:1 (t. s.)(6:5 p.) | China Taipéi | Estadio Thupatemi, Pathum Thani |  |
|                                | N/D             | Reporte             | N/D          |                                 |  |

| 15 de diciembre de 1998, 17:30 | China | 3:0     | Japón | Estadio Thupatemi, Pathum Thani |  |
|                                | N/D   | Reporte |       |                                 |  |

#### Partido por la medalla de bronce
| 17 de diciembre de 1998, 15:30 | Japón | 2:1     | China Taipéi | Estadio Thupatemi, Pathum Thani |  |
|                                | N/D   | Reporte | N/D          |                                 |  |

#### Partido por la medalla de oro
| 17 de diciembre de 1998, 17:30 | China           | 1:0 (t. s.) | Corea del Norte | Estadio Thupatemi, Pathum Thani |  |
|                                | Fan Yunjie 110' | Reporte     |                 |                                 |  |

|                                       |
| Bandera de la República Popular China |
| Campeón invicto China 3.er título     |

## Posiciones finales
| Pos               | Equipo          | PJ | G | E | P | GF | GC | DG  | Pts |
| ----------------- | --------------- | -- | - | - | - | -- | -- | --- | --- |
| Medalla de oro    | China           | 5  | 5 | 0 | 0 | 28 | 0  | +28 | 15  |
| Medalla de plata  | Corea del Norte | 5  | 3 | 1 | 1 | 26 | 4  | +22 | 10  |
| Medalla de bronce | Japón           | 5  | 3 | 0 | 2 | 18 | 7  | +11 | 9   |
| 4                 | China Taipéi    | 5  | 1 | 2 | 2 | 16 | 10 | +6  | 5   |
| 5                 | Corea del Sur   | 3  | 1 | 1 | 1 | 8  | 4  | +4  | 4   |
| 6                 | Vietnam         | 3  | 0 | 1 | 2 | 1  | 16 | −15 | 1   |
| 7                 | Tailandia       | 3  | 0 | 1 | 2 | 1  | 22 | −21 | 1   |
| 8                 | India           | 3  | 0 | 0 | 3 | 1  | 36 | −35 | 0   |